# Anuradha Ghandy
Anuradha Ghandy (28 de març de 1954 - Bombai, 12 d'abril de 2008) fou una política i dirigent revolucionària comunista índia. Membre de l'il·legalitzat Partit Comunista de l'Índia (Maoista) implicada principalment en la propaganda i en la insurrecció del partit a les zones urbanes, va ser una de les fundadores del Partit Comunista de l'Índia (Marxista-leninista) a Maharashtra. Entre els documents polítics elaborats pel moviment marxista, Anuradha va contribuir de manera important en els de les castes i el 'Feminisme i marxisme'. Va aconseguir que els guerrillers s'adonessin del potencial de les cooperatives obreres en àrees com la producció agrícola a Dandakaranya i fou essencial en canviar les idees patriarcals que dominaven en el partit.
Filla de Ganesh i Kumud Shanbag, ambdós militants comunistes que es van casar a l'oficina del Partit Comunista a Mumbai, en el qual militaren fins a mitjans de la dècada de 1950, abans que es fraccionés, Anuradha va apropar-se a la política per primera vegada a la universitat, als anys setanta, un període de creixement de la propaganda comunista a l'Índia amb la Revolució Cultural de la Xina, la reacció a la Guerra del Vietnam, la guerra amb Bangladesh, i la rebel·lió de Naxalbari. Es va involucrar amb el Moviment Juvenil Progressista (PROYOM), un grup estudiantil radical, a través del contacte amb el moviment naxalita de l'època. També va participar en el moviment Dalit Panther el 1975 i als disturbis de Worli de 1974. Va ser una de les figures més destacades a l'Índia els dies posteriors a les emergències, quan es va fundar el Comitè per a la Protecció dels Drets Democràtics.
El 1969, va participar en la fundació del Partit Comunista de l'Índia (Marxista-Leninista). El seu interès pels sindicats i els moviments de la regió de Vidarbha la van portar a mudar-se de Mumbai a Nagpur el 1982. Després d'haver estat arrestada diverses vegades, va passar a la clandestinitat. El 1983, va casar-se amb Kobad Ghandy, un militant comunista d'una família parsi de Gujarat, que ocupà càrrecs elevats en el partit fins a la seva captura i encarcerament el 2009. En els anys 90, malgrat haver estat diagnosticada d'esclerosi múltiple, Anuradha es va traslladar a Bastar i va viure al bosc de Dandakaranya, amb l'exèrcit guerriller d'alliberament popular del Partit Comunista de l'Índia (Marxista-Leninista)-Guerra Popular, durant tres anys. En aquest període va treballar per reforçar el treball entre les dones i expandir la Krantikari Adivasi Mahila Sanghatan (KAMS), una organització feminista popular amb més de 90.000 membres.
Anuradha va defensar un feminisme que planteja que l'enemic és el patriarcat i no els homes i que posa el focus de la lluita en combatre l'opressió sistèmica. Una concepció totalment contraposada a les de les feministes radicals que presenten les relacions home-dona com a relacions antagòniques, assentant-se sobre bases biològiques i obviant que són una construcció social. Un plantejament que ignora les diferències de classe entre dones i les necessitats i problemes de les dones pobres, desvinculant el patriarcat dels sistemes capitalista i feudal que el produeixen.
A partir de mitjans dels anys 2000, va dirigir la branca femenina del Partit, treballant clandestinament, fins a la seva mort. Va ser membre del Comitè Regional de Vidarbha i del Comitè Estatal de Maharashtra. L'any 2007, al IX Congrés, va ser escollida membre del Comitè Central del Partit, rebatejat Partit Comunista de l'Índia (Maoista), l'única dona que ocupà aquest lloc. El 12 d'abril de 2008 va morir arrel d'un col·lapse multisistèmic de diversos òrgans, provocat per la malària terçana que va contraure durant la seva estada a Jharkhand, quan educava les tribus contra l'opressió de les dones en la societat.